# Halbronn-Tord
Pour les articles homonymes, voir Halbronn.
Le Halbronn-Tord était un prototype d'hydravion à coque français de la fin de la Première Guerre mondiale.